# Timandra sordidaria
Timandra sordidaria là một loài bướm đêm trong họ Geometridae.